# Grand Prix van de Comminges 1949
De Grand Prix van de Comminges 1949 was een autorace die werd gehouden op 7 augustus 1949 op het Circuit Automobile du Comminges in het Franse Saint-Gaudens.

## Uitslag
| Positie | Rijder                   | Team          | Ronden | Tijd/Opgave |
| ------- | ------------------------ | ------------- | ------ | ----------- |
| 1       | Charles Pozzi            | Delahaye      | 46     | 3:34:02.2   |
| 2       | John Heath               | Alta          | 45     | + 1 ronde   |
| 3       | José Scaron              | Simca-Gordini | 44     | + 2 ronden  |
| 4       | Louis Chiron Paul Vallee | Talbot-Lago   | 44     | + 2 ronden  |
| 5       | Henri Louveau            | Delahaye      | 44     | + 2 ronden  |
| 6       | Auguste Veuillet         | Delahaye      | 43     | + 3 ronden  |
| NF      | Raymond Sommer           | Talbot-Lago   |        |             |